# Большая Шердына
Большая Шердына, Большая Шердина — река в России, протекает по территории Сосногорского района и Вуктыльского округа в Республике Коми. Устье реки находится в 1197 км по левому берегу реки Печора. Длина реки составляет 25 км, площадь водосборного бассейна 150 км².
Исток реки находится в 18 км к северо-западу от села Шердино и в 70 км к юго-западу от города Вуктыл. Река течёт на восток, всё течение проходит по ненаселённому, всхолмлённому, частично заболоченному лесному массиву. Впадает в Печору у северной оконечности острова Шерди на Печоре пятью километрами ниже села Шердино.
Притоки: Вой-Вож (4 км от устья по левому берегу); Лунвож, Шервож (правые).

## Данные водного реестра
По данным государственного водного реестра России относится к Двинско-Печорскому бассейновому округу, водохозяйственный участок реки — Печора от водомерного поста у посёлка Шердино до впадения реки Уса, речной подбассейн реки — бассейны притоков Печоры до впадения Усы. Речной бассейн реки — Печора.
Код объекта в государственном водном реестре — 03050100212103000060770.